# Джаз-фанк
Джаз-фанк (англ. Jazz-funk) — жанр хореографії. Характеризується акцентом на сильну частку електрифікованим звуком, часто присутністю аналогових синтезаторів.Комерційний танець, який з'явився на початку XXI ст. Це один із стилів який не має бази.Виник з ціллю виключити даний стиль з хіп-хопу.І включас хіп-хоп, waking, джаз. До створення жанру привела інтеграція музичних стилів фанк, соул і ритм-енд-блюз у джазі. Спектр джаз-фанку досить широкий і поєднує в собі як джазові імпровізації в фанк, соул, джазові аранжування диско.
Виник у США на початку 1970-х років. Близькоспоріднені жанри соул-джаз та джаз-ф'южн. Відмінності між ними можна охарактеризувати більшою організованістю джаз-фанку, значно меншим присутністю вокалу, меншою роллю імпровізації, в порівнянні з соул-джазом, а також наявністю сильної частки і ритм-н-блюзових інтонацій, порівняно з джаз-ф'южн. Симбіоз джаз-фанку з вільною імпровізацією, характерною для фрі-джазу, отримав назву «фрі-фанк»